# Liberian Girl
Liberian Girl ist eine R&B-Popballade von Michael Jackson. Sie wurde am 3. Juli 1989 als neunte und letzte Single aus dem Album Bad ausgekoppelt, allerdings nicht in den USA und Kanada.

## Geschichte
Liberian Girl, eine Liebesballade, wurde von Michael Jackson bereits 1983 geschrieben und war für das Album Victory der Jackson Five im Gespräch. Das Lied beginnt mit gesprochenen Worten in Swahili: „Nakupenda pia, nakutaka pia, mpenziwe!“ („Ich liebe dich auch, ich möchte dich auch, mein Geliebter!“). Diese wurden von der südafrikanischen Sängerin Letta Mbulu gesprochen; tatsächlich wird Swahili in Liberia aber üblicherweise nicht gesprochen.

## Reaktion in Liberia
Das Lied wurde in Liberia positiv aufgenommen, und Frauen aus dem Land betrachteten das Lied als ermächtigend. Die liberianische Frau Margaret Carson sagte in einem Interview mit der Washington Times: „Als dieses Lied herauskam ... waren die liberianischen Mädchen so erstaunt, einen großartigen Musiker wie Michael Jackson über ein kleines Land in Afrika nachdenken zu hören. Es gab uns Hoffnung, besonders wenn die Dinge schlecht liefen ... Es gab uns das Gefühl, immer noch ein Teil der Welt zu sein.“

## Musikvideo
Zu dem Stück wurde ein damals vielbeachtetes Musikvideo unter der Regie von James Yukich gedreht. Zahlreiche Prominente warteten in der Handlung des Videos an einem Filmset auf Michael Jackson, der aber nicht zu sehen ist. Erst zum Schluss des Videos wird Jackson lachend auf einem Kamerakran sitzend gezeigt. Zu den Prominenten zählen laut Abspann:
- Beverly Johnson
- Malcolm-Jamal Warner
- Sherman Hemsley
- Brigitte Nielsen
- Paula Abdul
- Carl Weathers
- Whoopi Goldberg
- Quincy Jones
- Jackie Collins
- Amy Irving
- Jasmine Guy
- Rosanna Arquette
- Lou Diamond Phillips
- Olivia Newton-John
- John Travolta
- Corey Feldman
- Steven Spielberg
- Debbie Gibson
- Rick Schroder
- Blair Underwood
- Weird Al Yankovic
- Bubbles
- Suzanne Somers
- Lou Ferrigno
- Don King und „Sohn“
- Mayim Bialik
- Virginia Madsen
- David Copperfield
- Billy Dee Williams
- Richard und Emily Dreyfuss
- Danny Glover
- Olivia Hussey
- Dan Aykroyd
- Steve Guttenberg

Das Musikvideo ist u. a. auf den DVDs HIStory on Film, Volume II und Michael Jackson’s Vision enthalten.

## Chartplatzierungen
In Europa erzielte das Lied einige Charterfolge. So erreichte es in Großbritannien Platz 13, in Irland Platz 1 der Charts. In der Schweiz erreichte der Song Platz 12, in Frankreich Platz 15. In Deutschland kam das Lied auf Platz 23.
| ChartsChartplatzierungen     | Höchstplatzierung | Wochen |
| ---------------------------- | ----------------- | ------ |
| Deutschland (GfK)            | 23 (24 Wo.)       | 24     |
| Schweiz (IFPI)               | 12 (11 Wo.)       | 11     |
| Vereinigtes Königreich (OCC) | 13 (7 Wo.)        | 7      |